# لا تراپ (مریلند)
لا تراپ (به انگلیسی: Trappe) شهری در ایالت مریلند کشور ایالات متحده آمریکا است که جمعیت آن در سرشماری سال ۲۰۱۰ میلادی، ۱٬۰۷۷ نفر بوده‌است.